# Elegia filacea
Elegia filacea är en gräsväxtart som beskrevs av Maxwell Tylden Masters. Elegia filacea ingår i släktet Elegia och familjen Restionaceae. Inga underarter finns listade i Catalogue of Life.